# John Goodby
John William Goodby (* 1952) ist ein britischer Chemiker und Materialwissenschaftler.
Er war Professor für organische Chemie an der University of Hull und ist seit 2005 Hochschullehrer an der University of York und hat dort den Lehrstuhl für Chemie von Materialien (Material Chemistry). 2016 wurde er emeritiert, blieb aber wissenschaftlich aktiv.
Goodby befasst sich mit Flüssigkristallen, komplexen Flüssigkeiten und selbstorganisierenden Systemen. Seine Forschung fand Anwendung in Flüssigkristallbildschirmen, in der Entwicklung von Gelen und Biopolymeren für biomedizinische Zwecke.
Von ihm stammt eine strukturelle Klassifikation smektischer Phasen von Flüssigkristallen, die Entdeckung neuer Phasen wie der twist graind boundary phase und der hexatischen Phase von Flüssigkristallen und die Aufklärung der Struktur chiraler Flüssigkristalle einschließlich ferroelektrischer und antiferroelektrischer Phasen.
2011 wurde er Fellow der Royal Society (insbesondere für die Entwicklung chiraler Flüssigkristalle), deren Royal Medal er 2016 erhielt.  1996 erhielt er die G. W. Gray Medal der British Liquid Crystal Society. 2013 erhielt er den Materials for Industry–Derek Birchall Award der Royal Society of Chemistry und 2014 den AkzoNobel UK Science Award. 2002 erhielt er den Tilden Prize.
Er war Präsident der International Liquid Crystals Society und wurde 2010 deren Ehrenmitglied.
Goodby ist einer der Herausgeber und Autoren des Handbook of Liquid Crystals (Wiley, 8 Bände).